# Krabi (Estland)
Krabi (Duits: Schönangern) is een plaats in de Estlandse gemeente Rõuge, provincie Võrumaa. De plaats heeft de status van dorp (Estisch: küla).
Tot in oktober 2017 lag Krabi in de gemeente Varstu. In die maand werd Varstu bij de gemeente Rõuge gevoegd.

## Bevolking
Het dorp had 97 inwoners op 31 december 2011 en 82 inwoners op 31 december 2021.

## Ligging
Krabi ligt vlak bij de grens met Letland; de dorpskern ligt 1,4 km verwijderd van de grens. Langs het dorp stroomt de rivier Kolga. De rivier stroomt door het meer Krabi Veskijärv, dat voor het grootste deel op het grondgebied van het zuidelijke buurdorp Paganamaa ligt.
Krabi had een particuliere school voor kinderen met een handicap. In februari 2020 is de school door het Estische Ministerie van Onderwijs en Onderzoek gesloten, omdat het onderwijs niet voldeed aan de kwaliteitseisen die het ministerie stelt.

## Geschiedenis
Krabi werd in 1796 voor het eerst genoemd onder de naam Krabbenhoff, ook wel Grabbenhof, als ‘semi-landgoed’ (Duits: Beigut, Estisch: poolmõis), een landgoed dat deel uitmaakt van een groter landgoed, in dit geval Schönangern. In 1848 werd Schönangern opgedeeld; het landgoed van Krabi werd een zelfstandig landgoed en nam de naam Schönangern mee. Het achterblijvende landgoed nam de naam Rosenhof aan. De kern van dat landgoed heet sinds 1977 Vana-Roosa. De laatste eigenaar van Schönangern voor het in 1919 door het onafhankelijk geworden Estland werd onteigend, was August Hammer.
Al in 1684 was er een nederzetting op de plaats waar later het centrum van het landgoed kwam te liggen. Ze had de naam Räste. In de jaren twintig van de 20e eeuw kreeg ze de naam Krabi. In 1977 kreeg Krabi de status van dorp.

## Foto's

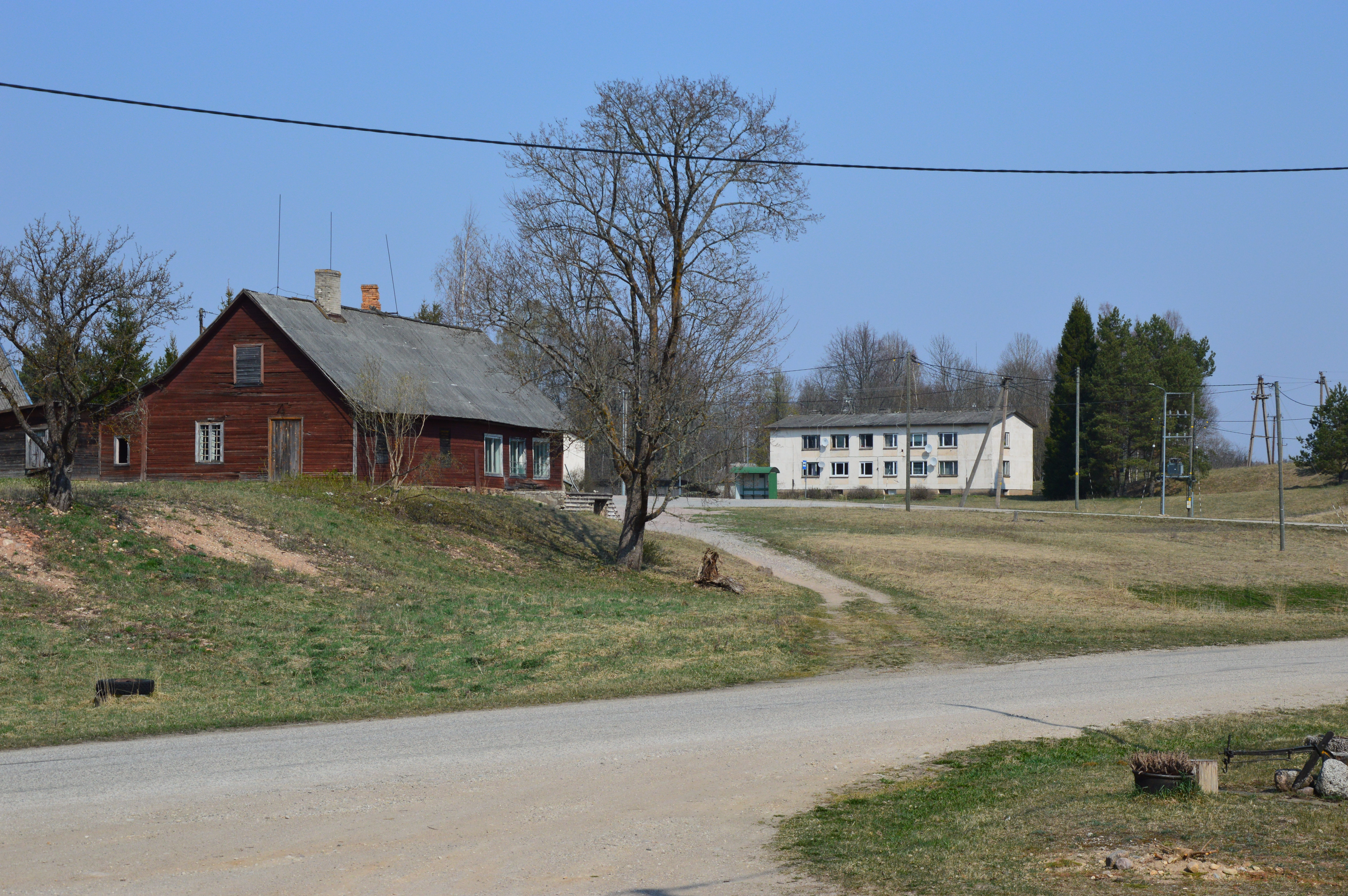
De dorpskern
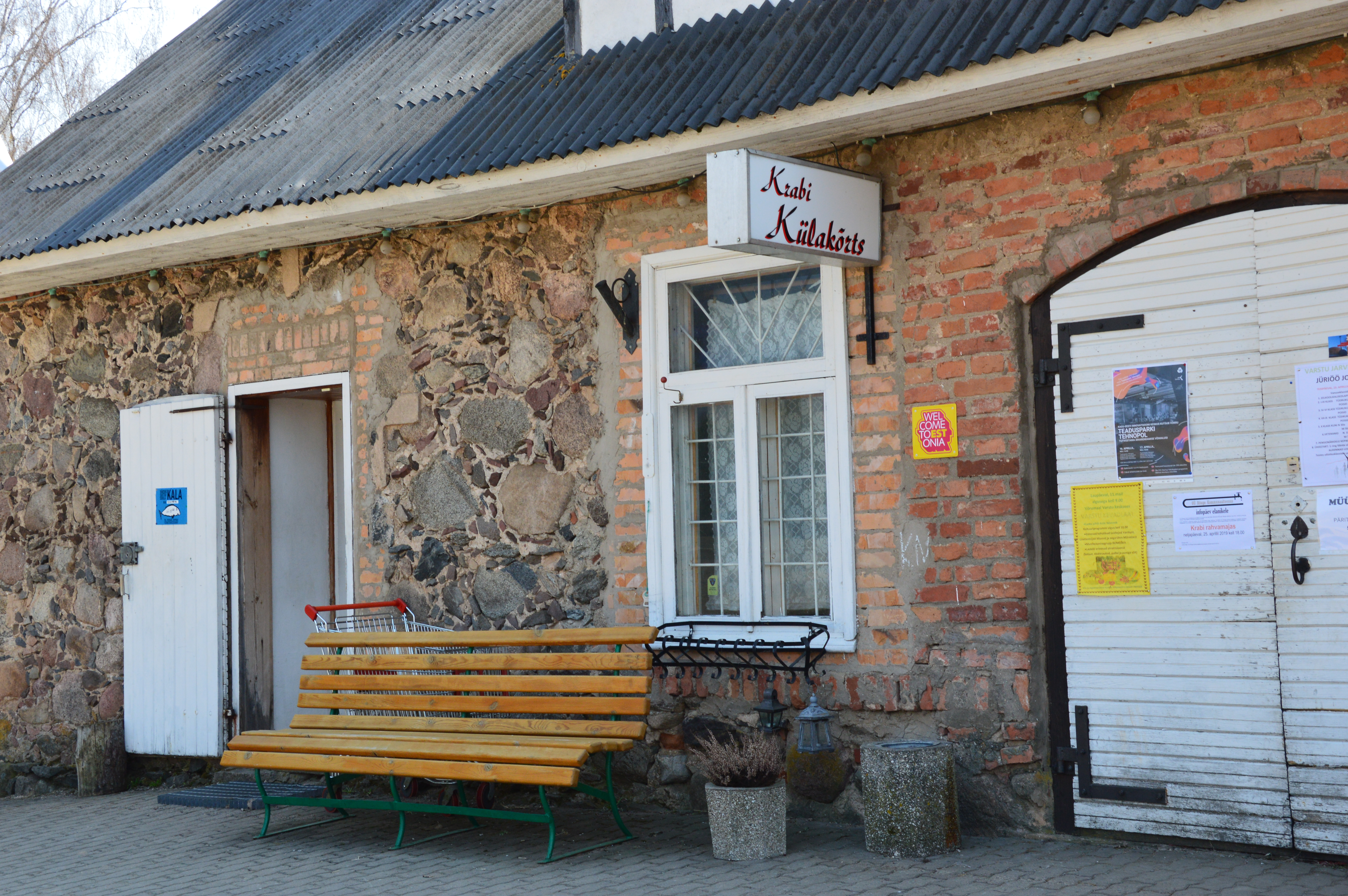
Het dorpscafé
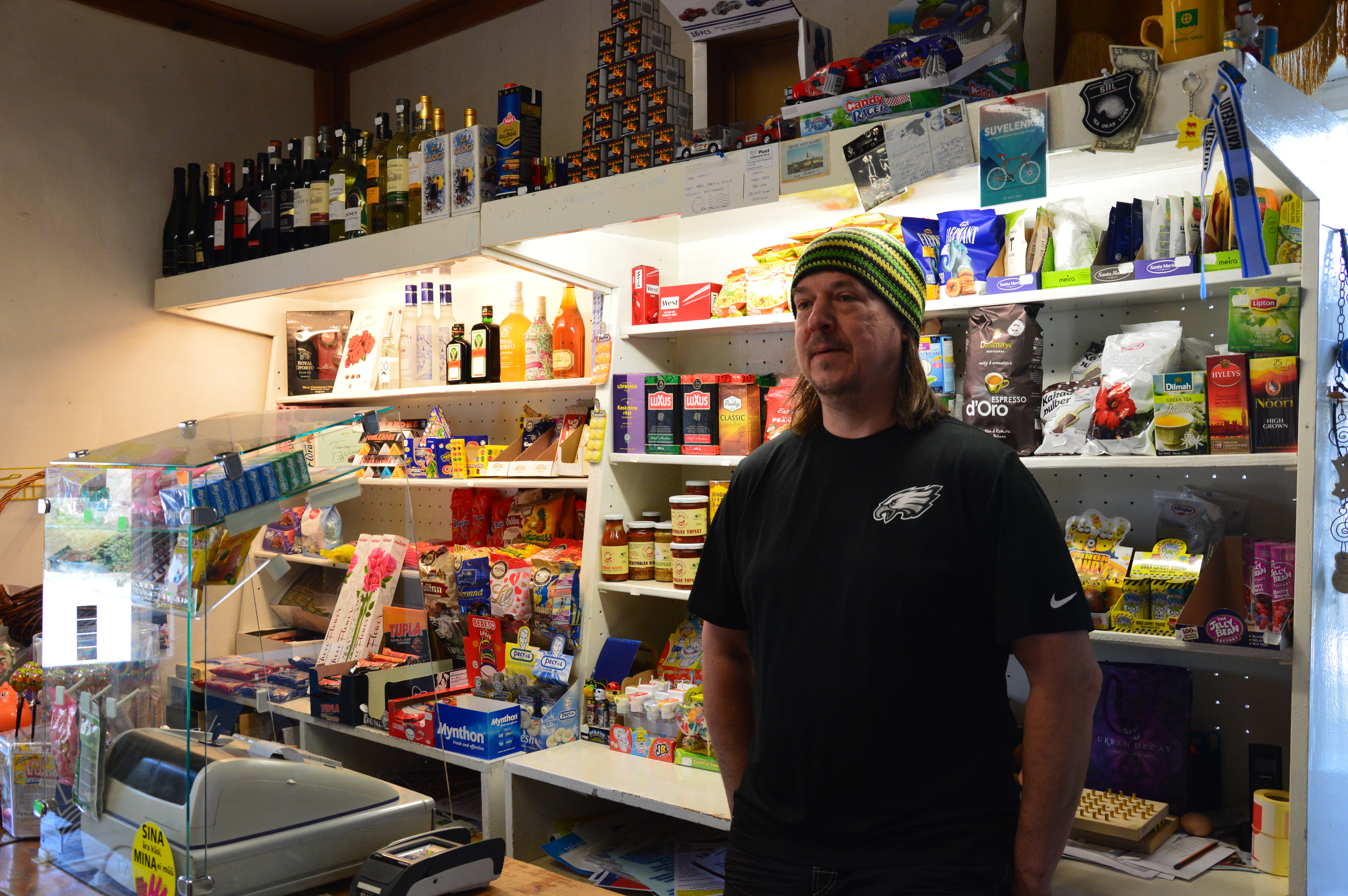
Winkel
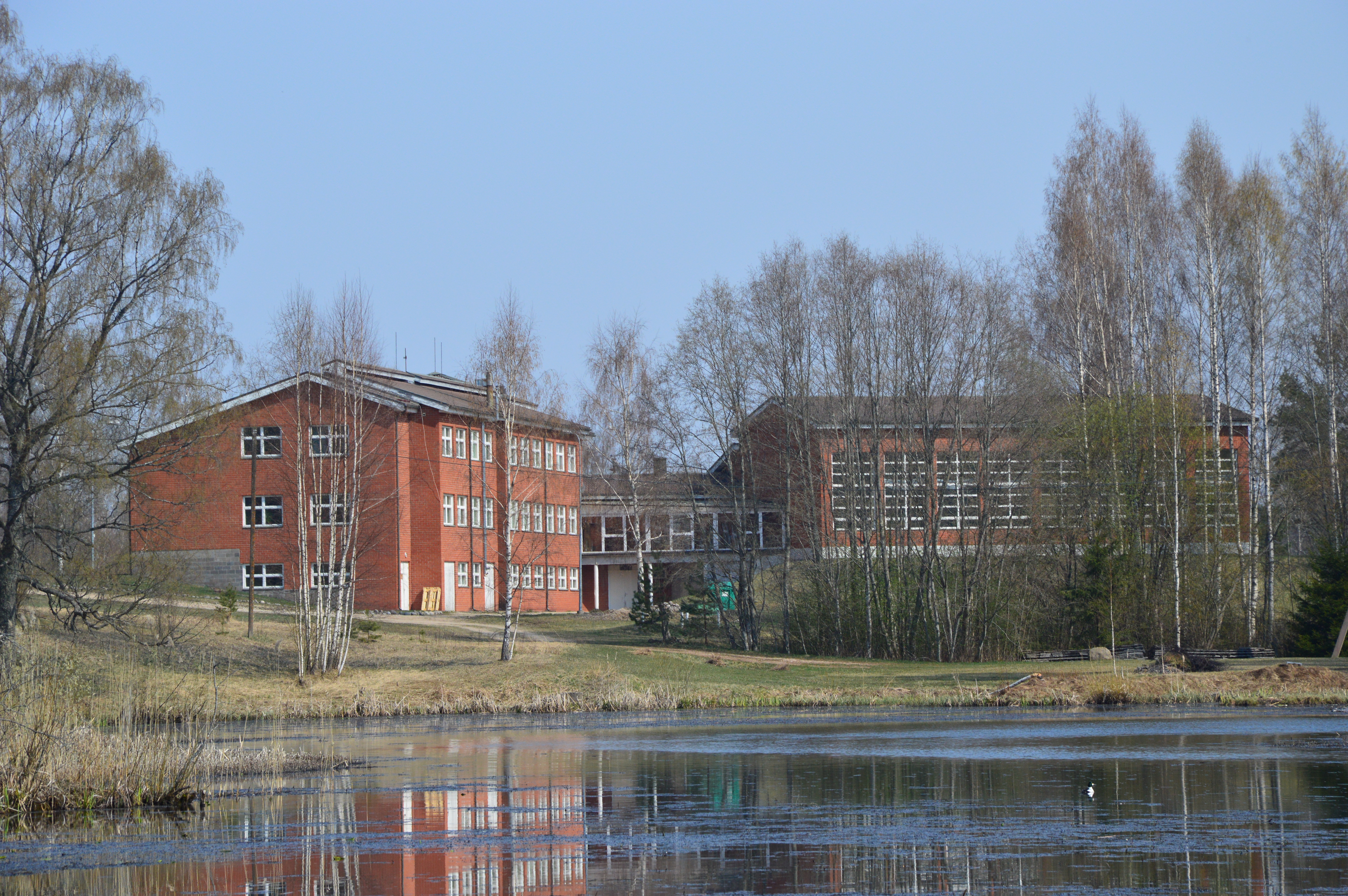
De school van Krabi
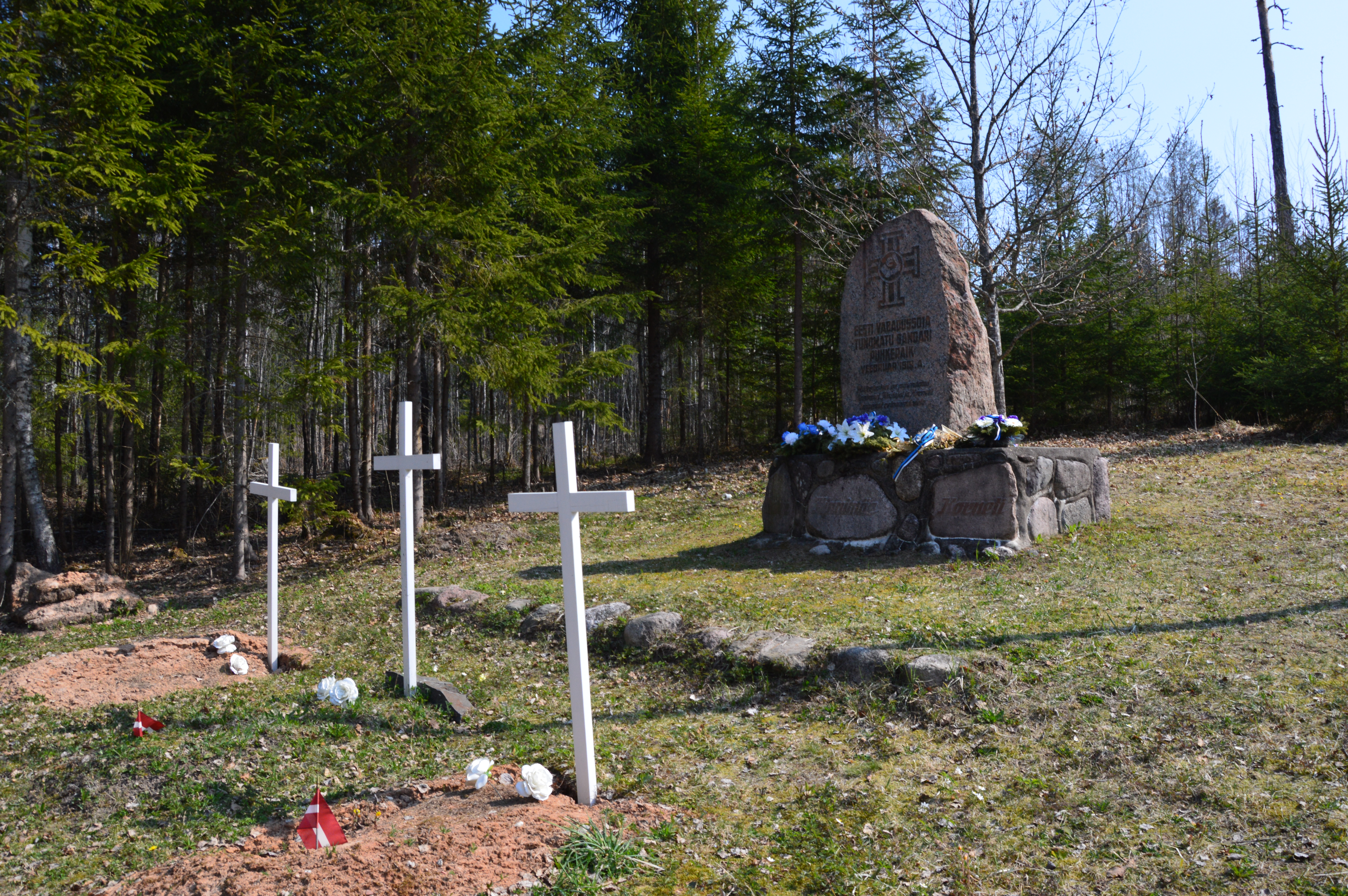
Graf van een onbekende soldaat, gesneuveld tijdens de Estische Onafhankelijkheids-oorlog